# Peral (1888)

Peral – hiszpański okręt podwodny wybudowany w 1888 roku przez Isaaca Perala, w tym czasie profesora Academia de Ampliacion de la Armada, który ukończył projekt swojej jednostki w 1887 roku. Okręt jego konstrukcji używał zbiorników balastowych oraz pionową śrubę do celów kontroli zanurzenia na dziobie oraz na rufie, zdolny był do przenoszenia dwóch torped na wysięgniku systemu Schwarzkopfa i jednej torpedy w wyrzutni. Jednostka miała wysoce opływowy kadłub, wyposażona była w dwa silniki elektryczne zasilane baterią z 613 ogniwami elektrycznymi, napędzające dwie śruby.  Mimo że zakrojone na szeroka skalę testy jednostki zostały zakończone powodzeniem, okręt służył krótko i już w 1909 roku został wycofany ze służby. Był jednak prawdopodobnie pierwszą jednostką podwodną, wyposażoną w chemiczny system uzupełniania zapasów tlenu dla załogi.